# Johann Gottlob Immanuel Breitkopf
Johann Gottlob Immanuel Breitkopf (Lipsia, 23 novembre 1719 – Lipsia, 28 gennaio 1794) è stato un tipografo e editore musicale tedesco.

## Biografia
Breitkopf era il figlio dell'editore Bernhard Christoph Breitkopf, fondatore della casa editrice Breitkopf & Härtel. Nacque a Lipsia e frequentò l'Università di Lipsia.
Le sue investigazioni sulla storia e la matematica lo portarono allo studio scientifico della stampa. Rivoluzionò le partiture con caratteri mobili, e font progettati come Breitkopf Fraktur.